# Herpes zoster
Herpes zoster, também denominada zona, é uma doença viral caracterizada por erupções cutâneas dolorosas com bolhas e que afeta uma área de pele reduzida. Geralmente a erupção cutânea ocorre num dos lados do corpo ou da face ao longo de uma faixa. Entre dois a quatro dias antes da erupção pode verificar-se dor ou formigueiro na área, não existindo praticamente outros sintomas para além destes. A erupção cutânea geralmente resolve-se sozinha ao fim de duas a quatro semanas. No entanto, algumas pessoas desenvolvem dores nos nervos que podem durar de meses a anos, uma condição denominada nevralgia pós-herpética. Em pessoas com o sistema imunitário debilitado, a doença pode-se espalhar pelo corpo todo. Quando a erupção afeta o olho, pode ocorrer perda de visão.
O herpes zoster é causado pela reativação do vírus Varicela-Zoster (VVZ) no corpo da pessoa. A infeção inicial com o VVZ causa varicela. Depois da varicela desaparecer, o vírus pode permanecer dormente nas células nervosas. Os fatores de risco para a reativação do vírus incluem idade avançada, sistema imunitário debilitado e ter tido varicela antes dos 18 meses de idade. Ainda não é totalmente conhecida a forma como o vírus permanece no corpo e é posteriormente re-activado. A exposição ao vírus presente nas bolhas pode transmitir varicela às pessoas que não tiveram a doença anteriormente, mas não causa herpes zoster. O diagnóstico tem por base os sinais e sintomas da pessoa. O vírus varicela-zoster não é o mesmo que o vírus do herpes simples, embora ambos pertençam à mesma família de vírus.
A vacina contra o herpes zoster diminui entre 50% e 90% o risco de desenvolver herpes zoster, dependendo da vacina usada. Diminui também o risco de nevralgia pós-herpética e a gravidade dos surtos. Após os 80 anos a vacina ainda é eficaz, embora em menor grau. A vacina contém o mesmo material da vacina contra a varicela, mas em dosagem maior. Caso a doença se desenvolva, os antivirais como o aciclovir podem diminuir a gravidade e duração da doença quando são administrados no prazo de 72 horas a seguir ao aparecimento da erupção cutânea. As evidências não demonstram haver efeito significativo dos antivirais ou dos esteroides no risco de nevralgia pós-herpética. Para o alívio da dor aguda podem ser administrados paracetamol, anti-inflamatórios não esteroides ou opiáceos.
Estima-se que cerca de um terço das pessoas desenvolva herpes zoster em determinado momento da vida. Embora a doença seja mais comum entre os idosos, também afeta as crianças. O número de novos casos por ano varia entre 1,2–3,4 por cada 1000 pessoas entre adultos saudáveis e 3,9–11,8 por cada 1000 pessoas entre os maiores de 65 anos. Cerca de metade das pessoas com 85 anos tiveram pelo menos um episódio da doença e menos de 5% tiveram mais de um episódio. A doença é conhecida desde a Antiguidade.

## Sinais e sintomas

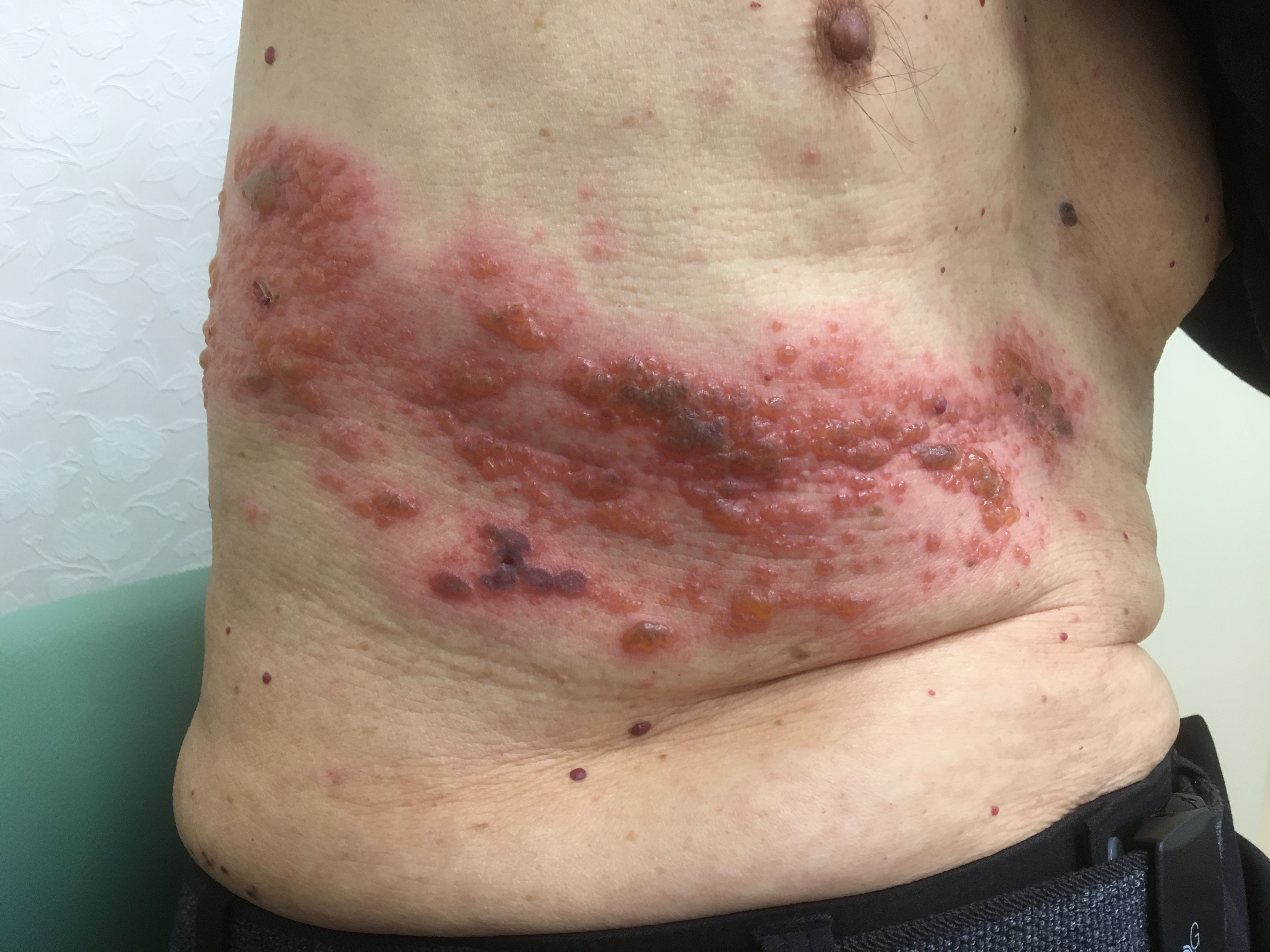

Ao contrário da varicela, caracterizada pelo surgimento de vesículas (bolhas) em todo o corpo, no Herpes-zóster estas lesões aparecem, em geral, somente no segmento de pele inervado pelo ramo nervoso acometido pelo vírus e em apenas um dos lados do corpo - "cobreando-se", ou seja, ziguezagueando, daí a origem do nome popular "cobreiro" (no Brasil) ou "cobrão" (em Portugal) para este mal.
O primeiro sintoma é a sensação de dor no local, depois ocorre a eclosão das bolhas, deixando a pele avermelhada, além de indisposição. O paciente pode sentir desde uma dor muito forte no local e até mesmo pontadas e coceira. A dor pode durar meses ou até anos em pacientes que venham a ter mais idade, mas é mais habitual durar entre 3 a 5 semanas. Geralmente este tipo de herpes ocorre em pacientes com mais de 50 anos e em pessoas mais debilitadas.
A paralisia facial tem sido observada em associação com o herpes zoster da face ou do canal auditivo externo. A síndrome de Ramsay Hunt é a combinação de lesões cutâneas do canal auditivo externo com o desenvolvimento ipsilateral da face e nervos auditivos. A síndrome causa paralisia facial, deficiência auditiva, vertigem e diversos outros sintomas auditivos e vestibulares. O envolvimento ocular não é incomum e pode ser a fonte de significativa morbidade, incluindo cegueira permanente. As manifestações são altamente variáveis e podem surgir do dano epitelial direto mediado pelo vírus, neuropatia, injúria imunomediada ou secundária à vasculopatia. Se a ponta nasal é envolvida, este constitui um sinal de que o ramo nasociliar do quinto nervo craniano foi acometido, sugerindo o potencial para a infecção ocular. Nestes casos, o encaminhamento para um oftalmologista é obrigatório.
As lesões orais ocorrem com o desenvolvimento do nervo trigêmeo e podem estar presentes na mucosa móvel ou aderida. As lesões, muitas vezes, estendem-se à linha média e estão presentes, frequentemente, em conjunto com o acometimento da pele que recobre o quadrante afetado. Como a varicela, as lesões individuais apresentam-se como vesículas branco-opacas com 1 a 4 mm, as quais se rompem para formar ulcerações rasas. O envolvimento da maxila pode estar associado com a desvitalização dos dentes da região afetada. Além disso, vários relatos documentaram necrose óssea significativa com perda de dentes nas áreas envolvidas com o herpes zoster.
Raramente, pode ocorrer a triade desses sintomas combinadamente em um mesmo individuo. Quando isso ocorre foi sugerido o acronimo ''RED Zoster'' que significa síndrome de Ramsay Hunt, Eye (olho em inglês), e Disseminação cutânea.
Transmissão
A transmissão, como no caso da varicela e do herpes simples, dá-se pelo contato com as secreções contidas nas vesículas, quando estas eclodem. A transmissão ocorre quando a pessoa receptora está com o sistema imunológico debilitado.

## Fisiopatologia
O vírus da varicela-zóster normalmente permanece dormente, apesar de debelado do organismo, no interior de alguns gânglios do sistema nervoso (especialmente o semi-lunar, da base do crânio, ou nos próximos à medula espinal (cadeia para-vertebral)- podendo, no entanto, ocorrer noutros gânglios). O sistema imunológico mantém o vírus sob controle, mas quando estas defesas naturais encontram-se debilitadas ocorre a deflagração da doença.
A recorrência inicia-se com dor na área do epitélio inervado pelo nervo sensitivo afetado (dermátomo). Caracteristicamente, um dermátomo é acometido, porém pode ocorrer o envolvimento de dois ou mais. Esta dor prodómica, a qual pode ser acompanhada de febre, mal-estar e cefaleia, é a observada normalmente um a quatro dias antes do desenvolvimento das lesões cutâneas  e orais. Durante tal período, antes do exantema, a dor pode simular uma dor de dente, otite média, cefaleia migratória, enfarte do miocárdio ou apendicite, dependendo de qual dermátomo esteja afetado.
O envolvimento cutâneo mostra um agrupamento de vesículas em uma base eritematosa. No período de três a quatro dias, as vesículas tornam-se pustulares e ulceram, com o desenvolvimento de crostas após sete a 10 dias. Não é infrequente a formação de cicatrizes. As lesões tendem a seguir a área do nervo afetado e terminam na linha média. O exantema regride, caracteristicamente, no período de duas a três semanas, em indivíduos sadios.
Algumas vezes, pode ocorrer a doença na ausência de vesículas na pele ou mucosa. Este padrão é denominado zoster sine herpete, e os pacientes acometidos apresentam dor acentuada de início abrupto e hiperestesia sobre o dermátomo específico. Febre, cefaleia, mialgia, e linfadenopatia podem ou não acompanhar a recorrência. A dor dura de um mês após o episódio do zoster é denominada de nevralgia ou neuralgia pós-herpética e ocorre  em mais de 14% dos pacientes, especialmente naqueles acima dos 60 anos de idade. A maioria das neuralgias regride após um ano, com metade apresentando regressão após dois meses. Casos raros podem durar mais de 20 anos.

## Tratamento
O mesmo da varicela: antivirais, sobretudo o Aciclovir (Zovirax) ou pró-fármacos como o famciclovir (Famvir), ou valaciclovir (Valtrex). Como não há uma cura conhecida para o cobreiro, o tratamento se concentra na diminuição da dor. Um analgésico pode aliviar a sensação de queimação. O aciclovir e outros antivirais semelhantes administrados oralmente provaram diminuir o progresso e a gravidade da doença em muitos casos, além de reduzir a probabilidade de neuralgia pós-herpética. Alguns médicos receitam medicamentos esteróides para diminuir a inflamação do nervo. Para serem eficazes, os esteróides devem ser tomados logo após o início do cobreiro. O tratamento à base de esteróides geralmente não é recomendado para as pessoas com doença subjacente, pois os esteróides podem interferir na resistência à infecção.
A procura de atendimento médico imediato pode diminuir a possibilidade de neuralgia pós-herpética. O contaminado não deve manter contato com crianças e adultos que ainda não tiveram catapora, pois o risco de contaminação aumenta.

## Vacina
Além disso, a herpes zoster pode ser prevenida através da vacinação. Trata-se de um imunizante composto por uma partícula do vírus acoplado a uma proteína estimulante do sistema imunológico. O recomendado é que sejam aplicadas duas doses, com intervalo de dois meses e sem a necessidade de dose de reforço.
Caso o paciente apresentar febre, o recomendado é aguardar a melhora dos sintomas antes de tomar a vacina. Pacientes com HIV precisam de avaliação médica para avaliar o uso do imunizante, enquanto pessoas que já tiveram herpes zoster precisam aguardar um ano para a aplicação da dose.
Efeitos colaterais ao imunizante podem ocorrer. Entre as mais comuns estão:
- Dor;
- Sensibilidade;
- Vermelhidão;
- Inchaço;
- Coceira no local da injeção.
- Hematoma;
- Endurecimento no local da injeção;
- Dor nas articulações;
- Dor muscular;
- Febre;
- Dor de cabeça;
- Erupções na pele.

Já as reações incomuns à vacina são:
- Náusea;
- Aumento ou surgimento de gânglios próximo à região do local da vacinação (linfadenopatia).

O imunizante pode ter reações raras como:
- Erupção cutânea semelhante à urticária;
- Urticária.

## Epidemiologia
Aproximadamente 1 a cada 3 pessoas terá herpes-zóster durante a vida. A partir dos 50 anos de idade, o risco e gravidade do herpes-zóster aumentam significativamente pelo declínio da imunidade relacionado à idade e a crescente população de idosos impactará o número de casos de herpes-zóster que surgirão.

Segundo um estudo epidemiológico realizado no Brasil, 95% dos adultos já foram expostos ao vírus da varicela-zóster.
 Desde abril de 2014, o Brasil passou a contar com a vacina herpes-zóster (atenuada), conhecida internacionalmente como Zostavax. Indicada para pessoas a partir dos 50 anos de idade, está é a primeira e única vacina para prevenir o herpes-zóster e a neuralgia pós-herpética, além de contribuir para a redução da dor aguda e crônica associada ao herpes-zóster. A eficácia e o perfil de segurança da vacina herpes-zóster (atenuada) foram avaliados em mais de 60 mil indivíduos.